# Acacia somalensis
Acacia somalensis är en ärtväxtart som beskrevs av Wilhelm Vatke. Acacia somalensis ingår i släktet akacior, och familjen ärtväxter. IUCN kategoriserar arten globalt som nära hotad. Inga underarter finns listade i Catalogue of Life.